# Dickerscheid
Dickerscheid is een plaats in de Duitse gemeente Hellenthal, deelstaat Noordrijn-Westfalen, en telt 106 inwoners (2006).